# Operação Tempest
A Operação Tempest (em polonês/polaco:  akcja „Burza”, às vezes referida em inglês como "Operação Tempestade") foi uma série de levantes conduzidos durante a Segunda Guerra Mundial contra as forças de ocupação alemãs pelo Exército da Pátria Polonês (Armia Krajowa, abreviado AK), a força dominante na resistência polonesa.
O objetivo da Operação Tempestade era tomar o controle das cidades e áreas ocupadas pelos alemães enquanto os alemães preparavam suas defesas contra o avanço do Exército Vermelho Soviético. As autoridades civis clandestinas polacas esperavam tomar o poder antes da chegada dos soviéticos.
Um objetivo do Governo polonês no exílio, em Londres, era restaurar as fronteiras da Polônia de 1939 com a URSS, rejeitando a fronteira da Linha Curzon. De acordo com Jan. M. Ciechanowski, "O Gabinete Polaco [exilado] acreditava que, ao recusar aceitar a Linha Curzon, estava a defender o direito do seu país de existir como uma entidade nacional. Eles estavam determinados a que as relações russo-polonesas deveriam ser restauradas com base nos acordos territoriais anteriores a 1939."

## História
Desde o seu início, o Exército da Pátria vinha preparando um levante armado nacional contra os alemães. O quadro básico do futuro levante foi criado em Setembro de 1942. De acordo com o plano, a Revolta seria ordenada pelo Comandante-em-Chefe polaco no exílio quando a derrota da Wehrmacht na Frente Oriental se tornasse aparente. A Revolta deveria começar na Polônia Central: no "Governo Geral", Zagłębie, na voivodia de Cracóvia e nas áreas de Białystok e Brześć.
Os objetivos básicos da revolta eram:
1. acabar com a ocupação alemã;
2. confiscar armas e suprimentos necessários para um exército regular polonês em solo polonês;
3. combater a ameaça do Exército Insurgente Ucraniano;
4. reconstruir um exército polaco regular;
5. reconstruir a autoridade civil, as comunicações e uma indústria de armas;
6. manter a paz e a ordem atrás das linhas de frente;
7. iniciar operações ofensivas contra as forças da Wehrmacht ainda em solo polonês.

A reconstrução de um exército regular polaco deveria basear-se na ordem de batalha polaca pré-guerra. As unidades do Exército da Pátria deveriam ser transformadas em divisões regulares. Inicialmente seriam criadas 16 divisões de infantaria, três brigadas de cavalaria e uma brigada motorizada, a serem equipadas com armas capturadas ou com armas e suprimentos entregues pelos Aliados. A segunda fase consistia na reconstrução de 15 divisões e 5 brigadas de cavalaria adicionais que, antes da Segunda Guerra Mundial, estavam estacionadas no leste e oeste da Polônia.
O plano foi parcialmente implementado. A partir de 1943, as unidades do Exército da Pátria foram agrupadas em unidades maiores com os nomes e números das divisões, brigadas e regimentos poloneses do pré-guerra.

### "Aliados dos nossos aliados"
No início de 1943, após a derrota alemã em Estalinegrado, tornou-se claro que os soviéticos seriam a força com a qual o Exército da Pátria provavelmente teria de lidar, e que a planeada revolta polaca enfrentaria um ainda poderoso exército alemão, em vez de unidades. recuando para uma pátria já derrotada.
Em fevereiro de 1943, o chefe do Exército da Pátria, General Stefan Rowecki, alterou o plano. A Revolta ocorreria em três etapas. A primeira fase seria uma revolta armada no leste (com principais centros de resistência em Lwów e Vilnius) antes da aproximação do Exército Vermelho. Em preparação, foi formada a organização "Wachlarz". A segunda etapa seria uma luta armada na zona entre a Linha Curzon e o Rio Vístula; e a terceira fase seria uma revolta nacional em todo o resto da Polónia.
Em 25 de abril de 1943, as relações diplomáticas polaco-soviéticas foram rompidas por Joseph Stalin devido às investigações polacas sobre os massacres de Katyn, e tornou-se claro que o avanço do Exército Vermelho poderia não vir para a Polónia como um libertador, mas sim, como disse o General Rowecki. isto, "aliado de nossos aliados". Em 26 de novembro de 1943, o governo polaco no exílio emitiu instruções de que, se as relações diplomáticas não fossem retomadas com a União Soviética antes dos soviéticos entrarem na Polónia, as forças do Exército da Pátria permaneceriam na clandestinidade enquanto se aguardam novas decisões.
O comandante do Exército da Pátria no terreno, contudo, adoptou uma abordagem diferente e, em 30 de Novembro de 1943, foi redigida uma versão final do plano.

### Visão geral da operação
O plano era cooperar com o avanço do Exército Vermelho a um nível táctico, enquanto as autoridades civis polacas saíam da clandestinidade e tomavam o poder no território polaco controlado pelos Aliados. Este plano foi aprovado pelo Delegado do governo no exílio e pelo parlamento clandestino polaco (Krajowa Reprezentacja Polityczna).
Em 2 de janeiro de 1944, as forças do Exército Vermelho da 2ª Frente Bielorrussa cruzaram a fronteira polonesa antes da guerra e a Operação Tempestade começou. A Divisão conseguiu entrar em contato com os comandantes do Exército Vermelho em avanço e iniciou operações conjuntas bem-sucedidas contra a Wehrmacht. Juntos eles retomaram Kowel (6 de abril) e Włodzimierz. No entanto, a Divisão logo foi forçada a recuar para oeste e na área da Polésia foi atacada por forças alemãs e soviéticas. Os soldados polacos feitos prisioneiros pelos soviéticos tiveram a opção de se juntarem ao Exército Vermelho ou serem enviados para campos de trabalhos forçados soviéticos. Os remanescentes da Divisão cruzaram o rio Bug, onde foram atacados por unidades partidárias soviéticas. Depois de libertar as cidades de Lubartów e Kock, a Divisão (reduzida a cerca de 3.200 homens) foi cercada pelo Exército Vermelho e feita prisioneira.

## Em diferentes regiões da Polônia

### Sudeste da Volínia
A Operação Tempestade começou em Volhynia, uma região que até 1939 pertencia à Segunda República Polonesa, em janeiro de 1944, depois que o Exército Vermelho entrou no território polonês do pré-guerra a leste da cidade de Sarny em janeiro. 4. A operação, realizada principalmente pela 27ª Divisão de Infantaria do Exército da Pátria (Polónia) (cerca de 6.500 soldados), teve como alvo as unidades da Wehrmacht, ainda em operação na região.
- 4 de janeiro de 1944: o Exército Vermelho entra na Volhynia a leste de Sarny
- 15 de janeiro: ocorre uma mobilização de poloneses étnicos na área de Kowel e Włodzimierz Wołyński
- 28 de janeiro: a 27ª Divisão de Infantaria do Exército Doméstico de Volhynian é oficialmente criada
- 10 de fevereiro: O Coronel Jan Wojciech Kiwerski é nomeado comandante do Distrito Volhyniano do Exército da Pátria
- 4 de março: primeira unidade do Exército da Pátria encontra o avanço do Exército Vermelho
- 17 de março: uma companhia da Wehrmacht é desarmada na vila de Zasmyki, perto de Kowel.
- 18 de março: ocorrem as primeiras escaramuças contra os alemães
- 20 a 27 de março: pesadas batalhas no vale do rio Turia
- 23 de março: um destacamento alemão é desarmado em Stezarzyce
- 24 de março: um conflito perto de Kapitulka
- 26 de março: O Coronel Kiwerski encontra o General Soviético Sergeev
- Abril de 1944: combates intensos com a Wehrmacht a oeste de Kowel. Devido à superioridade alemã, em 12 de abril as forças polonesas tentam entrar em contato com o Exército Vermelho, após uma tentativa fracassada de capturar Włodzimierz Wołyński. Eventualmente, a divisão é cercada e, em 18 de abril, seu comandante, o coronel Kiwerski, foi morto em combate. Em 21 de abril a unidade escapa do cerco, e após diversas escaramuças, em 10 de junho atravessa o rio Bug, entrando na Pequena Polônia. A divisão participou então da Operação Tempestade na região de Lublin, permanecendo ativa até o final de julho de 1944.

Ao todo, entre janeiro e junho de 1944, o 27º ID Volhyniano do Exército da Pátria participou de mais de 100 escaramuças, perdendo mais de 600 soldados. As perdas alemãs e húngaras são estimadas em até 750 KIA e 900 feridos.

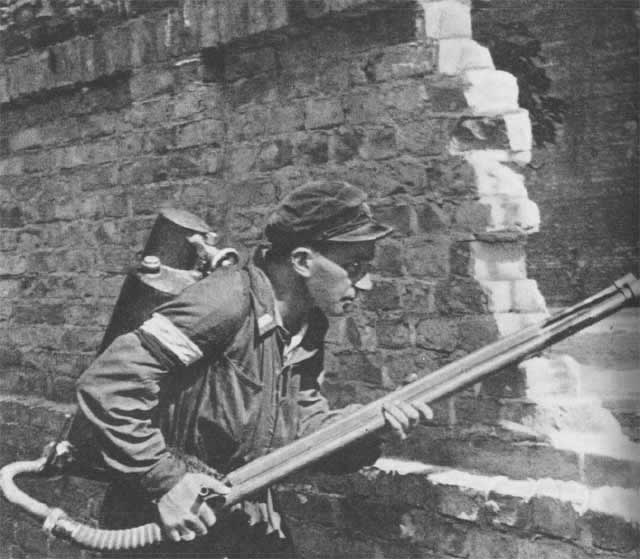
guerrilheiro polonês com uniforme de motorista de bonde de Varsóvia, do Batalhão Ruczaj, carrega um lança-chamas antes das lutas pelo edifício "Mała PASTa". A marca K do lança-chamas foi produzida para uso pelo Exército da Pátria Polonês

### Operação Ostra Brama
No norte, em 7 de julho de 1944, as forças do Distrito de Wilno e do  Distrito de Nowogródek (cerca de 13.000 homens sob o comando do coronel Aleksander Krzyżanowski) lançou um ataque a Vilnius ocupada pelos alemães, embora o ataque tenha parado até a chegada das forças soviéticas. Os exércitos AK e Soviético ocuparam conjuntamente a cidade em 13 de julho. Antes do ataque, a zona rural circundante também tinha sido tomada por guerrilheiros polacos e soviéticos. A cooperação terminou quase imediatamente após a ocupação de Vilnius; em 14 de julho, Krzyżanowski e os seus oficiais foram desarmados e presos, e as unidades AK que resistiram ao desarmamento foram violentamente esmagadas pelas forças soviéticas, com dezenas de mortes polacas.

### Revolta de Lwów
Em 23 de julho, as forças do Exército da Pátria em Lwów (atual Lviv) iniciaram um levante armado em cooperação com o avanço das forças soviéticas. Em quatro dias a cidade foi tomada. As autoridades civis e militares polacas foram então convocadas para "uma reunião com os comandantes do Exército Vermelho" e feitas prisioneiras pelo NKVD soviético. Os homens do coronel Władysław Filipkowski foram recrutados à força para o Exército Vermelho, enviados para campos de trabalhos forçados ou voltaram à clandestinidade.

### Polésia
A Operação Tempestade na Polésia ocorreu nos últimos dias da ocupação alemã desta região. Devido ao rápido avanço soviético para oeste (ver Operação Bagration), durou duas semanas (15–30 de julho de 1944), principalmente na parte ocidental da Polésia, perto de Brzesc nad Bugiem, Kobryn e Bereza Kartuska, mas também na área de Pinsk. O quartel-general do Exército da Pátria deu ordens para que a 30ª Divisão de Infantaria do Exército da Pátria fosse criada na Polícia. Esta unidade foi encarregada de capturar as áreas ao norte e leste de Brzesc. A divisão concentrou-se em áreas florestais ao longo do rio Nurzec, com cerca de 1.000 soldados.
Em 17 de julho, um transporte motorizado da Wehrmacht foi atacado perto do folwark de Adampol, e uma escaramuça com os alemães ocorreu perto da vila de Wyzary. Em 30 de julho de 1944, as forças polonesas fizeram contato com o 65º Exército do Exército Vermelho: os oficiais soviéticos ordenaram que os poloneses se fundissem com o Primeiro Exército Polonês. Os polacos desobedeceram a esta ordem, e dirigiram-se para Biała Podlaska, onde decidiram marchar para Varsóvia e lutar na Revolta de Varsóvia. Perto de Otwock, a divisão foi cercada e desarmada pelos soviéticos.

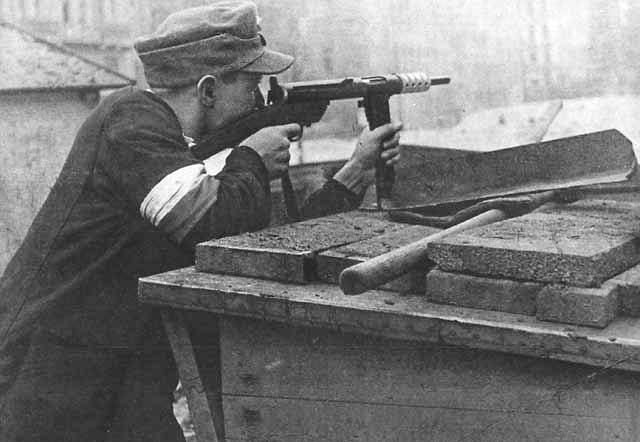
Um dos soldados do Armia Krajowa defendendo uma barricada no distrito de Powiśle, durante a Revolta de Varsóvia. O homem está armado com uma metralhadora Błyskawica.

### Revolta de Varsóvia
Vendo o destino das forças do Exército da Pátria que participaram na Operação Tempestade, o governo polaco no exílio e o actual comandante do Exército da Pátria, General Tadeusz Bór-Komorowski, decidiram que a última oportunidade para recuperar a independência da Polónia era abrir uma revolta em Varsóvia. . Em 21 de julho de 1944, Bór-Komorowski ordenou que a Revolta de Varsóvia começasse às 17h do dia 1º de agosto de 1944. O objectivo político era enfatizar para os Aliados a existência do governo polaco e das autoridades civis polacas. Varsóvia deveria ser tomada para permitir que o governo polaco legítimo regressasse do exílio para a Polónia.
Ao mesmo tempo, outros distritos do Exército da Pátria também foram mobilizados. Unidades da área de Cracóvia preparavam uma revolta, semelhante à de Wilno, Lwów e Varsóvia, mas foi cancelada por vários motivos. Na área de Kielce e Radom, a 2ª Divisão do Exército Polonês foi formada e assumiu o controle de toda a área, exceto as cidades. Outras unidades também foram reunidas em Cracóvia, Łódź e na Grande Polónia.

### Białystok
A Operação Tempestade em Białystok e sua área começou na segunda quinzena de julho de 1944 e durou até o final de setembro. O Exército da Pátria recriou aqui quatro unidades, baseadas no Exército Polonês interbellum: 18ª e 29ª Divisões de Infantaria, também Brigadas de Cavalaria Suwalki e Podlaska. Ao todo, cerca de 7.000 soldados lutaram em mais de 200 batalhas e escaramuças. A operação foi comandada pelo Coronel Wladyslaw Liniarski.
A primeira unidade a entrar no combate foi o 81º Regimento de Infantaria do Exército da Pátria, que operava nas florestas ao redor de Grodno. Armado com armas leves, o regimento era fraco demais para capturar a cidade de Grodno e limitou suas atividades ao combate aos postos avançados e delegacias de polícia alemães.
Nos arredores de Białystok, entre as forças polonesas concentradas no deserto de Knyszyn estavam: 42º Regimento de Infantaria do Exército da Pátria e 10º Regimento Uhlan do Exército da Pátria. O 2º Regimento Uhlan do Exército da Pátria operou na área de Bransk e Hajnówka. Esta unidade destruiu a linha férrea entre Hajnówka e Czeremcha, incluindo uma ponte ferroviária, que foi explodida. O 76º Regimento de Infantaria do Exército da Pátria lutou na área de Ciechanowiec e Lapy.
Três regimentos do Exército da Pátria foram formados na Floresta Primitiva de Augustów: 1º Regimento Uhlan do Exército da Pátria (com 300 soldados), 41º Regimento de Infantaria do Exército da Pátria e 3º Regimento (todos juntos: 700 soldados).
Temendo um ataque partidário, os alemães declararam estado de emergência na cidade de Augustów. Durante a Operação Tempestade nesta parte da província de Białystok, ocorreram mais de 30 ataques de diferentes tipos, nos quais 4 transportes militares foram explodidos, ao longo da linha férrea de Augustow a Grodno. As forças do Exército da Pátria cooperaram com o Exército Vermelho. Em 6 de agosto, uma unidade de 300 soldados conseguiu atravessar as linhas alemãs e entrar nas áreas controladas pelos soviéticos. No outono de 1944, a maioria dos regimentos havia encerrado as operações. A última escaramuça nesta área ocorreu em 2 de novembro, perto da aldeia de Nowinka.
Nas florestas ao redor da Fortaleza de Osowiec, os rifles montados do 9º Exército da Pátria estavam concentrados sob o comando de Wiktor Konopka. Em julho e agosto de 1944, este regimento lutou contra os alemães em vários locais. Em 8 de setembro, após uma dura batalha, a unidade foi destruída pelo inimigo. Os sobreviventes conseguiram cruzar a linha de frente, que na época ficava ao longo do rio Biebrza.
Na área de Łomża, foi criado o 33.º Regimento de Infantaria do Exército da Pátria, com três batalhões. Combateu unidades de retaguarda alemãs, quebrando os laços de comunicação entre a linha da frente e a Prússia Oriental. Perto da aldeia de Czarnowo-Undy, cerca de 150 prisioneiros de guerra soviéticos foram libertados pelos polacos. Como represália, os alemães incendiaram a aldeia, atirando em todos os seus moradores (22 de julho de 1944). Em 20 de agosto, o 5º Regimento Uhlan do Exército da Pátria, que operava na área de Ostrołęka, atacou uma bateria de artilharia alemã perto da vila de Labedy.

### Lublin
A Operação Tempestade na área de Lublin ocorreu nas duas últimas semanas de julho de 1944. O Exército da Pátria criou lá unidades como a 3ª Divisão de Infantaria, a 9ª Divisão de Infantaria, o 15º Regimento de Infantaria, também unidades do Bataliony Chłopskie e outras organizações de resistência, além da 27ª Divisão de Infantaria do Exército da Pátria (Polônia) da província de Volhynia. No total, as forças polacas na região contavam com cerca de 20.000 homens.
Os guerrilheiros atacaram as forças alemãs em retirada ao longo de ferrovias e estradas em todo o distrito de Lublin. Em vários casos, defenderam aldeias pacificadas pela Wehrmacht e pelas SS. Os poloneses cooperaram com os guerrilheiros do Exército Vermelho, que também operavam na área.
No sul (região de Zamość), o 9º Regimento de Infantaria comandado pelo major Stanislaw Prus libertou a cidade de Bełżec (21 de julho). Juntamente com os soviéticos, capturaram Tomaszów Lubelski. As forças alemãs foram atacadas em vários locais, incluindo Frampol e Zwierzyniec.
Em 21 e 22 de julho, a 27ª Divisão Volhyniana capturou Kock, Lubartów e Firlej. Na parte ocidental da província, os 8º e 15º Regimentos de Infantaria libertaram várias cidades: Kurów, Urzędów, Nałęczów, Garbów, Wąwolnica, Sobolew, Ryki, Końskowola. Em 26 de julho, unidades polonesas cooperaram com as forças soviéticas que lutavam por Puławy. Vários transportes ferroviários alemães foram destruídos e os soldados poloneses salvaram Końskowola dos alemães, que planejavam incendiar a cidade.

### Cracóvia
O Distrito do Exército Nacional de Cracóvia era um dos maiores distritos da organização. Espalhou-se de Przemyśl até Cracóvia, e os primeiros combates na área ocorreram no leste. Em Rzeszow e Przemysl, as 22ª e 24ª Divisões do Exército Interno foram mobilizadas. Em Rzeszów, Mielec e Krosno, foi criada a 10ª Brigada de Cavalaria do Exército da Pátria. No oeste, foram criadas as 6ª e 106ª Divisões de Infantaria do Exército da Pátria, também a Brigada de Cavalaria Motorizada de Cracóvia. Outras unidades ativas na região foram: Batalhão Independente do Major Jan Panczakiewicz e Grupo Operacional Cracóvia sob o comando do Coronel Edward Godlewski.
O Exército da Pátria considerou uma insurreição armada na cidade de Cracóvia, mas este plano foi abandonado.

### Radom-Kielce
A Operação Tempestade em Radom e Kielce começou em 1º de agosto de 1944 e durou até 6 de outubro. O Exército da Pátria criou aqui a 2ª, 7ª e 28ª Divisões de Infantaria, com várias outras unidades. O objetivo da operação era ajudar o Exército Vermelho na captura da margem oriental do Vístula e das cidades da região. Os guerrilheiros polacos planeavam defender as pontes do Vístula e as fábricas de armamento em Starachowice e Skarżysko-Kamienna.
Depois que o Exército Vermelho conseguiu cruzar o Vístula e capturar cabeças da ponte em Sandomierz e Magnuszew, o Exército da Pátria entrou em contato com os soviéticos e começou a cooperar com eles.
Em Kozienice e Sandomierz, unidades polonesas apoiaram o avanço dos soviéticos: na noite de 31 de julho/1º de agosto de 1944, um contra-ataque alemão foi interrompido pelo 2º Regimento de Infantaria polonês do capitão Michal Mandziara, que ajudou os soviéticos a manter suas posições em Sandomierz. Cabeça de ponte. Em 3 de agosto, as forças polonesas e soviéticas libertaram Staszów; nos dias seguintes, os polacos, ajudados por tanques soviéticos, capturaram Stopnica e Busko.
Em 14 de agosto de 1944, o General Tadeusz Bór-Komorowski ordenou que todas as unidades da área de Kielce-Radom marchassem em direção a Varsóvia e se juntassem à Revolta de Varsóvia. A Operação Vingança, como foi chamada, resultou na criação do Corpo de Kielce do Exército da Pátria, sob o comando do Coronel Jan Zientarski, com 6.430 soldados. No dia 21 de agosto, durante sua concentração, o Corpo salvou moradores da vila de Antoniów, que foi invadida por alemães.
Embora o Kielce Corps tenha iniciado a sua marcha em direção a Varsóvia, não chegou à capital polaca. Após uma análise cuidadosa das forças alemãs concentradas em torno de Varsóvia, os líderes do Exército da Pátria decidiram interromper a operação, por ser muito arriscada. Os poloneses não tinham armas pesadas e tanques para enfrentar o inimigo em igualdade de condições. A Operação Vingança foi abandonada e o Corpo foi dissolvido.
No início de setembro de 1944, unidades locais do Exército da Pátria planejaram capturar Kielce ou Radom, e também havia planos para capturar Częstochowa e Skarzysko. A 7ª Divisão de Infantaria foi transferida para oeste, para a área de Częstochowa. A 2ª Infantaria permaneceu perto de Kielce, lutando ativamente contra o inimigo até novembro. No final de outubro de 1944, a Operação Tempestade foi cancelada. Todas as unidades foram dissolvidas.

### Łódź
A Operação Tempestade na área da cidade de Łódź ocorreu no verão e no outono de 1944, durando de 14 de agosto a 26 de novembro. O Exército da Pátria Local mobilizou aqui várias unidades, como o 25º Regimento de Infantaria sob o comando do Major Rudolf Majewski. Este regimento estava estacionado em florestas perto de Przysucha: em agosto de 1944, realizou uma série de ataques às forças alemãs, destruindo linhas ferroviárias. A última batalha do 25º regimento aconteceu no dia 8 de novembro, ao todo perdeu 130 homens.
Entre outras unidades estava o 29º Regimento de Rifles Kaniow, que operava perto de Brzeziny. Em 14 de setembro, capturou um armazém alemão na estação de Słotwiny, perto de Koluszki.

## Resultado
A supressão da Revolta de Varsóvia pelos alemães, na ausência de assistência soviética aos insurgentes, marcou o fim da Operação Tempestade. Joseph Stalin não permitiu que o governo polaco no exílio regressasse e, em vez disso, criou um governo fantoche apoiado por Moscovo, enquanto prendia ou matava pessoal do Exército da Pátria e membros das autoridades civis. A prioridade estratégica dos alemães centrava-se agora no sul, nos campos petrolíferos da Roménia. No outono de 1944, muitas unidades do Exército da Pátria foram dissolvidas, enquanto as forças restantes retornaram à clandestinidade.